# Шелонські острови
Шелонські острови — невеликий архіпелаг у морі Лаптєвих. Розташовані в прибережній низовині Янської затоки, на схід від дельти річки Яни. Як і континентальна Яно-Індигірська низовина, від якої острова відокремлює вузька 1,5-км протока, мають плоский, низовинний, вкрай заболочений рельєф. Розділені вузькими мілководними протоками. Деякі дрібні острівці безіменні, складені в основному річковими наносами річок Яна, Сюрюктях, Чандан, Максунуоха. Адміністративно архіпелаг належить належить Республіці Саха (Якутія) (Російська Федерація).

## Опис
Найбільшим є Східний Шелонський острів, розташований біля північного берега півострова Манико. Довжина — 17 км, максимальна ширина 7,2 км Острів має багато невеликих озерець і поступово звужується до його східного кінця. На схід від цього острова знаходиться досить глибока Шеляхська губа.
Західний Шелонський острів набагато менше, близько 2,5 км діаметром. Від східного острова його відділяє 2 км протока.
Південний Шелонський острів знаходиться за 20 км на захід від попередніх, до північно-заходу острова Ярок. Довжина 3 км; ширина — 0,7 км шириною.

## Особливості
Дельта Яни, поблизу якої лежать ці острови, є широкою заболоченою зоною. Тут часті арктичні шторми і бурани. Так як навколишні острови води покриті льодом протягом близько восьми місяців щороку, вони з'єднані з материком більшу частину року.